# جيفري لانج
جيفري لانج (بالإنجليزية: Jeffrey Lang)‏ من مواليد (30 يناير 1954، مدينة برديجبورت) هو بروفيسور أمريكي في الرياضيات. يعمل حاليًا في قسم الرياضيات في جامعة كنساس.
نال شهادة الفلسفة من جامعة بيردو عام 1981، وكانت الرسالة عن سطح زاريسكي (Zariski surface) الَّتي كتبها تحت توجيهات ويليام هاينزر وبايتور بلاس.

## السيرة الذاتية
ولد جيفري لانج في عائلة كاثوليكية، ودرس أيضًا في مدرسة كاثوليكية، إضافةً لحصوله على الدكتوراة في الرياضيات وأصبح أستاذًا في جامعة سان فرانسسكو، وكان في هذه الفترة مُلحدًا، وفي بدايات عام 1980، قرأ نسخة مترجمة من القرآن، وأعلن إسلامه، وله عدة مؤلفات، منها:
- الصراع من أجل الإيمان.
- حتى الملائكة تسأل: رحلة إلى الإسلام في أمريكا.[4]
- ضياع ديني: صرخة المسلمين في الغرب.

## هوامش
1. ↑   https://mathematics.ku.edu/people/jeffrey-lang. اطلع عليه بتاريخ 2024-03-01. {{استشهاد ويب}}: |url= بحاجة لعنوان (مساعدة) والوسيط |title= غير موجود أو فارغ (من ويكي بيانات) (مساعدة)
2. ↑   University Of Kansas Faculty Page [وصلة مكسورة] نسخة محفوظة 19 يوليو 2011 على موقع واي باك مشين.
3. ↑   Jeffrey Lang at the Mathematics Genealogy Project نسخة محفوظة 14 مارس 2020 على موقع واي باك مشين.
4. ↑  هكذا أسلم الدكتور جفري لانغ، صيد الفوائد نسخة محفوظة 03 مارس 2018 على موقع واي باك مشين.

## وصلات خارجية
- جيفري لانج